# Pallavolo Sicilia 2021-2022
Questa voce raccoglie le informazioni riguardanti la Pallavolo Sicilia nelle competizioni ufficiali della stagione 2021-2022.

## Stagione
Nella stagione 2021-22 la Pallavolo Sicilia assume la denominazione sponsorizzata di Rizzotti Design Pallavolo Sicilia Catania.
Grazie all'acquisto del titolo sportivo dal CUS Torino partecipa alla Serie A2 terminando il girone B della regular season di campionato al decimo posto in classifica; disputa quindi la pool salvezza che chiude al quinto posto in classifica retrocedendo in serie Serie B1.

## Organigramma
Area direttiva
- Presidente: Antonino Bonaccorso
- Vice presidente: Claudio Bonaccorso
- Direttore generale: Ernestro D'Agata
- Direttore sportivo: Luca Berti
- Team manager: Valeria Di Leo

Area tecnica
- Allenatore: Mauro Chiappafreddo
- Allenatore in seconda: Dario Pretrone
- Assistente allenatore: Edoardo Coppola

Area comunicazione
- Ufficio stampa: Giovanni D'Antoni
- Fotografo: Costantino Cristian

Area marketing
- Responsabile marketing: Claudio Cocuzza
- Ufficio marketing: Federico Pagliara

Area sanitaria
- Medico: Michele Salemi, Teresa Tripi
- Preparatore atletico: Francesco Licitra
- Fisioterapista: Enrico Boccafoschi

## Rosa
| N° | Nome                | Ruolo | Data di nascita  | Nazionalità sportiva |
| -- | ------------------- | ----- | ---------------- | -------------------- |
| 1  | Luisa Casillo       | C     | 8 luglio 1988    | Italia               |
| 2  | Martina Bordignon   | S     | 26 novembre 1994 | Italia               |
| 3  | Greta Catania       | C     | 9 marzo 2004     | Italia               |
| 4  | Emanuela Fiore      | O     | 25 ottobre 1986  | Italia               |
| 5  | Alessia Conti       | O     | 4 maggio 2003    | Italia               |
| 6  | Giuditta Bonaccorso | L     | 30 novembre 1999 | Italia               |
| 7  | Cecilia Oggioni     | S     | 22 luglio 1999   | Italia               |
| 8  | Serena Bertone      | C     | 2 luglio 1995    | Italia               |
| 9  | Giulia Picchi       | P     | 14 marzo 2002    | Italia               |
| 10 | Daniela Bulaich     | S     | 5 settembre 1997 | Argentina            |
| 11 | Ulrike Bridi        | P     | 24 luglio 1998   | Italia               |
| 15 | Michela Conti       | L     | 29 dicembre 2003 | Italia               |
| 18 | Aurora Poli         | C     | 19 novembre 1999 | Italia               |

## Mercato
| Acquisti | Acquisti          | Acquisti              | Acquisti   |
| R.       | Nome              | da                    | Modalità   |
| -------- | ----------------- | --------------------- | ---------- |
| C        | Serena Bertone    | CUS Torino            | definitivo |
| S        | Martina Bordignon | Mondovì               | definitivo |
| P        | Ulrike Bridi      | Millenium Brescia     | definitivo |
| S        | Daniela Bulaich   | San Lorenzo           | definitivo |
| C        | Luisa Casillo     | Wealth Planet Perugia | definitivo |
| C        | Greta Catania     | Volleyrò              | definitivo |
| O        | Alessia Conti     | UYBA                  | definitivo |
| O        | Emanuela Fiore    | Adolfo Consolini      | definitivo |
| P        | Giulia Picchi     | AGIL                  | definitivo |
| C        | Aurora Poli       | Assitec               | definitivo |

| Cessioni | Cessioni                 | Cessioni       | Cessioni   |
| R.       | Nome                     | a              | Modalità   |
| -------- | ------------------------ | -------------- | ---------- |
| C        | Emanuela Agbortabi       | Teams Catania  | definitivo |
| L        | Camilla Bonaccorso       | ?              | ?          |
| C        | Luisa Casillo            | Futura Giovani | definitivo |
| C        | Nicoletta De Luca        | Progetto Smart | definitivo |
| O        | Emanuela Fiore           | Assitec        | definitivo |
| S        | Chiara Lombardo          | ?              | ?          |
| C        | Matilde Mercieca         | Amando         | definitivo |
| S        | Glenda Messaggi          | Fratte         | definitivo |
| P        | Raffaella Minervini      | Adria Academy  | definitivo |
| C        | Chiara Monzio Compagnoni | Terrasini      | definitivo |
| O        | Giada Musumeci           | Teams Catania  | definitivo |
| O        | Chiara Muzi              | Assitec        | definitivo |
| S        | Marcela Nielsen          | Terrasini      | definitivo |
| P        | Alice Pezzotti           | Rizzi Udine    | definitivo |

## Risultati

### Serie A2

#### Girone di andata
| 1ª Giornata - 10 ottobre 2021 Palazzetto dello Sport, Villafranca Piemonte | Pinerolo             | 3 - 0 | Sicilia     | 25-21, 28-26, 25-19               |
| 2ª Giornata - 17 ottobre 2021 PalaCatania, Catania                         | Sicilia              | 3 - 1 | Modica      | 25-19, 25-17, 17-25, 25-18        |
| 3ª Giornata - 24 ottobre 2021 PalaManera, Mondovì                          | Mondovì              | 3 - 0 | Sicilia     | 26-24, 25-17, 25-19               |
| 4ª Giornata - 31 ottobre 2021 PalaCatania, Catania                         | Sicilia              | 0 - 3 | Soverato    | 20-25, 23-25, 18-25               |
| 5ª Giornata - 3 novembre 2021 PalaCollodi, Montecchio Maggiore             | Montecchio Maggiore  | 3 - 0 | Sicilia     | 25-21, 25-21, 25-20               |
| 6ª Giornata - 7 novembre 2021 Palazzetto dello Sport, Martignacco          | Libertas Martignacco | 3 - 0 | Sicilia     | 25-18, 25-22, 25-20               |
| 7ª Giornata - 14 novembre 2021 PalaCatania, Catania                        | Sicilia              | 2 - 3 | Club Italia | 21-25, 25-18, 25-15, 20-25, 11-15 |
| 8ª Giornata - 17 novembre 2021 PalaCatania, Catania                        | Sicilia              | 1 - 3 | Talmassons  | 20-25, 20-25, 25-22, 23-25        |
| 9ª Giornata - 21 novembre 2021 Palasport Città di Vicenza, Vicenza         | Vicenza              | 3 - 1 | Sicilia     | 21-25, 25-15, 25-16, 25-17        |
| 11ª Giornata - 5 dicembre 2021 PalaFrancescucci, Casnate con Bernate       | Alba                 | 3 - 0 | Sicilia     | 25-22, 25-19, 25-17               |

#### Girone di ritorno
| 12ª Giornata - 19 dicembre 2021 PalaCatania, Catania                       | Sicilia     | 1 - 3 | Pinerolo             | 19-25, 18-25, 25-22, 23-25        |
| 13ª Giornata - 23 febbraio 2022 PalaRizza, Modica                          | Modica      | 1 - 3 | Sicilia              | 25-23, 17-25, 30-32, 17-25        |
| 14ª Giornata - 9 febbraio 2022 PalaCatania, Catania                        | Sicilia     | 0 - 3 | Mondovì              | 13-25, 20-25, 14-25               |
| 15ª Giornata - 26 gennaio 2022 PalaScoppa, Soverato                        | Soverato    | 3 - 1 | Sicilia              | 25-23, 25-7, 21-25, 25-16         |
| 16ª Giornata - 23 gennaio 2022 PalaCatania, Catania                        | Sicilia     | 2 - 3 | Montecchio Maggiore  | 25-16, 25-21, 23-25, 17-25, 15-17 |
| 17ª Giornata - 30 gennaio 2022 PalaCatania, Catania                        | Sicilia     | 3 - 2 | Libertas Martignacco | 22-25, 25-21, 25-12, 20-25, 15-6  |
| 18ª Giornata - 5 febbraio 2022 Centro Pavesi, Milano                       | Club Italia | 1 - 3 | Sicilia              | 20-25, 15-25, 28-26, 17-25        |
| 19ª Giornata - 13 febbraio 2022 Palazzetto dello Sport, Lignano Sabbiadoro | Talmassons  | 3 - 1 | Sicilia              | 27-25, 23-25, 25-13, 25-14        |
| 20ª Giornata - 20 febbraio 2022 PalaCatania, Catania                       | Sicilia     | 3 - 1 | Vicenza              | 23-25, 25-16, 25-15, 31-29        |
| 22ª Giornata - 6 marzo 2022 PalaCatania, Catania                           | Sicilia     | 0 - 3 | Alba                 | 23-25, 17-25, 19-25               |

#### Pool Salvezza

##### Girone di andata
| 1ª Giornata - 20 marzo 2022 PalaIaquaniello, Sant'Elia Fiumerapido | Assitec | 3 - 2 | Sicilia | 25-19, 25-22, 20-25, 21-25, 15-13 |
| 2ª Giornata - 27 marzo 2022 PalaBellina, Marsala                   | Marsala | 3 - 0 | Sicilia | 29-27, 25-18, 25-18               |
| 3ª Giornata - 2 aprile 2022 PalaCatania, Catania                   | Sicilia | 3 - 1 | Aragona | 25-23, 25-18, 22-25, 25-20        |
| 4ª Giornata - 10 aprile 2022 Palazzetto dello Sport, Lanciano      | Altino  | 0 - 3 | Sicilia | 23-25, 18-25, 26-28               |

##### Girone di ritorno
| 1ª Giornata - 16 aprile 2022 PalaCatania, Catania         | Sicilia | 0 - 3 | Assitec | 18-25, 13-25, 19-25               |
| 2ª Giornata - 25 aprile 2022 PalaCatania, Catania         | Sicilia | 3 - 2 | Marsala | 22-25, 16-25, 25-17, 25-17, 15-13 |
| 3ª Giornata - 30 aprile 2022 PalaMoncada, Porto Empedocle | Aragona | 2 - 3 | Sicilia | 20-25, 27-29, 25-20, 25-18, 7-15  |
| 4ª Giornata - 7 maggio 2022 PalaCatania, Catania          | Sicilia | 3 - 0 | Altino  | 25-15, 25-20, 25-14               |

## Statistiche

### Statistiche di squadra
| Competizione | Punti | In casa | In casa | In casa | In trasferta | In trasferta | In trasferta | Totale | Totale | Totale |
| Competizione | Punti | G       | V       | P       | G            | V            | P            | G      | V      | P      |
| ------------ | ----- | ------- | ------- | ------- | ------------ | ------------ | ------------ | ------ | ------ | ------ |
| Serie A2     | 29    | 14      | 6       | 8       | 14           | 4            | 10           | 28     | 10     | 18     |
| Totale       | -     | 14      | 6       | 8       | 14           | 4            | 10           | 28     | 10     | 18     |

G = partite giocate; V = partite vinte; P = partite perse 

### Statistiche dei giocatori
| Giocatore     | Serie A2 | Serie A2 | Serie A2 | Serie A2 | Serie A2 | Totale | Totale | Totale | Totale | Totale |
| Giocatore     | P        | PT       | AV       | MV       | BV       | P      | PT     | AV     | MV     | BV     |
| ------------- | -------- | -------- | -------- | -------- | -------- | ------ | ------ | ------ | ------ | ------ |
| S. Bertone    | 26       | 208      | 133      | 59       | 16       | 26     | 208    | 133    | 59     | 16     |
| G. Bonaccorso | 8        | 0        | 0        | 0        | 0        | 8      | 0      | 0      | 0      | 0      |
| M. Bordignon  | 27       | 269      | 237      | 17       | 15       | 27     | 269    | 237    | 17     | 15     |
| U. Bridi      | 28       | 115      | 60       | 26       | 29       | 28     | 115    | 60     | 26     | 29     |
| D. Bulaich    | 28       | 478      | 432      | 27       | 19       | 28     | 478    | 432    | 27     | 19     |
| L. Casillo    | 6        | 31       | 16       | 14       | 1        | 6      | 31     | 16     | 14     | 1      |
| G. Catania    | 27       | 130      | 82       | 32       | 16       | 27     | 130    | 82     | 32     | 16     |
| A. Conti      | 28       | 275      | 226      | 21       | 28       | 28     | 275    | 226    | 21     | 28     |
| M. Conti      | 18       | 5        | 3        | 2        | 0        | 18     | 5      | 3      | 2      | 0      |
| E. Fiore      | 6        | 47       | 40       | 4        | 3        | 6      | 47     | 40     | 4      | 3      |
| C. Oggioni    | 24       | 28       | 25       | 1        | 2        | 24     | 28     | 25     | 1      | 2      |
| G. Picchi     | 18       | 4        | 0        | 3        | 1        | 18     | 4      | 0      | 3      | 1      |
| A. Poli       | 15       | 21       | 15       | 5        | 1        | 15     | 21     | 15     | 5      | 1      |

P = presenze; PT = punti totali; AV = attacchi vincenti; MV = muri vincenti; BV = battute vincenti